# Country-Musik 1928
Die Liste bietet eine Übersicht über das Jahr 1928 im Genre Country-Musik.

## Top-Hits des Jahres
- Blue Yodel No.1 – Jimmie Rodgers
- Blue Yodel No. 3 – Jimmie Rodgers
- Brakeman’s Blues – Jimmie Rodgers
- Bury Me Under the Weeping Willow – The Carter Family
- Hallelujah, I’m a Bum – Vernon Dalhart
- In the Jailhouse Now – Jimmie Rodgers
- Keep on the Sunny Side – The Carter Family
- A Memory That Time Cannot Erase – Vernon Dalhart und Carson Robison
- My Blue Ridge Mountain Home – Vernon Dalhart und Carson Robison
- The Soldier’s Sweetheart – Jimmie Rodgers
- Wildwood Flower – The Carter Family
- Ramblin’ Blues – Charlie Poole and the North Carolina Ramblers
- The Dying Soldier – Buell Kazee

## Geboren
- 08. Januar – Luther Perkins († 1968)
- 12. Januar – Tommy Spurlin († 2005)
- 26. Januar – James O’Gwynn († 2011)
- 31. März – Lefty Frizzell († 1975)
- 01. Mai – Sonny James († 2016)
- 03. Mai – Dave Dudley († 2003)
- 10. August – Jimmy Dean († 2010)
- 15. November – C. W. McCall († 2022)
- 15. Dezember – Ernie Ashworth († 2009)
- 15. Dezember – Jerry Wallace († 2008)